# Schwenheim
Schwenheim je občina v departmaju Bas-Rhin francoske regije Alzacija.
Leta 2012 sta v občini živeli 702 osebi oz. 142 oseb/km².